# Frank Lautenberg
Frank Raleigh Lautenberg (Paterson, 23 de enero de 1924 - Nueva York, 3 de junio de 2013) fue un Senador senior del Partido Demócrata por Nueva Jersey. Fue senador en dos periodos: desde 1982 hasta 2001 y, después de un retiro breve, fue elegido de nuevo en 2003. Al momento de fallecer, Lautenberg tenía 89 años y era el senador estadounidense más anciano.

## Biografía
Lautenberg nació en Paterson, Nueva Jersey; sus padres Sam y Mollie eran pobres inmigrantes judíos de Polonia y Rusia. Luchó en la Segunda Guerra Mundial y, financiado por el G.I. Bill, estudió en la escuela de negocios de la Universidad de Columbia. Antes de su carrera política, fue director ejecutivo de Automatic Data Processing, Inc., una empresa de business process outsourcing.
En 1989, después de los discursos de Borís Perchatkin en el Congreso de los Estados Unidos, el senador Frank Lautenberg presentó un proyecto de ley que más tarde se denominó "Enmienda Lautenberg". Este proyecto de ley fue propuesto para facilitar la inmigración de muchos refugiados a los Estados Unidos. La Enmienda Lautenberg fue promulgada por el presidente Bush en noviembre de 1989. Esta ley cambió la actitud de los servicios de inmigración hacia algunas categorías de refugiados, en particular, hacia las personas que son perseguidas por sus opiniones religiosas, políticas y su origen étnico. La ley ayudó a inmigrar a los Estados Unidos alrededor de 1 millón de personas de los países de la antigua Unión Soviética.

## Carrera política
Lautenberg ganó elecciones contra candidatos republicanos en 1982, 1988 y 1994. Declaró su jubilación en 2000 y fue reemplazado por el demócrata Jon Corzine.
Un poco más de un año después de su jubilación, Lautenberg reemplazó al otro senador demócrata de New Jersey, Robert Torricelli en 2002. Lautenberg ganó contra el republicano Doug Forrester por nueve puntos de porcentaje.
Lautenberg era considerado como uno de los senadores más progresistas de los Estados Unidos. Era proelección, defensor del matrimonio gay, y recibió un índice de 100 % del NAACP por su votos sobre la acción afirmativa.

## Fallecimiento
Lautenberg murió en Nueva York el 3 de junio de 2013, de neumonía viral. Fue el último veterano de la Segunda Guerra Mundial en ocupar un escaño en el Senado de los Estados Unidos.